# Ransbach-Baumbach
Ransbach-Baumbach település Németországban, Rajna-vidék-Pfalz tartományban. Lakosainak száma 8108 fő (2023. december 31.).

## Népesség
A település népességének változása:
| Lakosok száma | 5594 | 7672 | 7715 | 7959 | 8082 | 8108 |
|               | 1975 | 2017 | 2019 | 2021 | 2022 | 2023 |